# Keanu Reeves

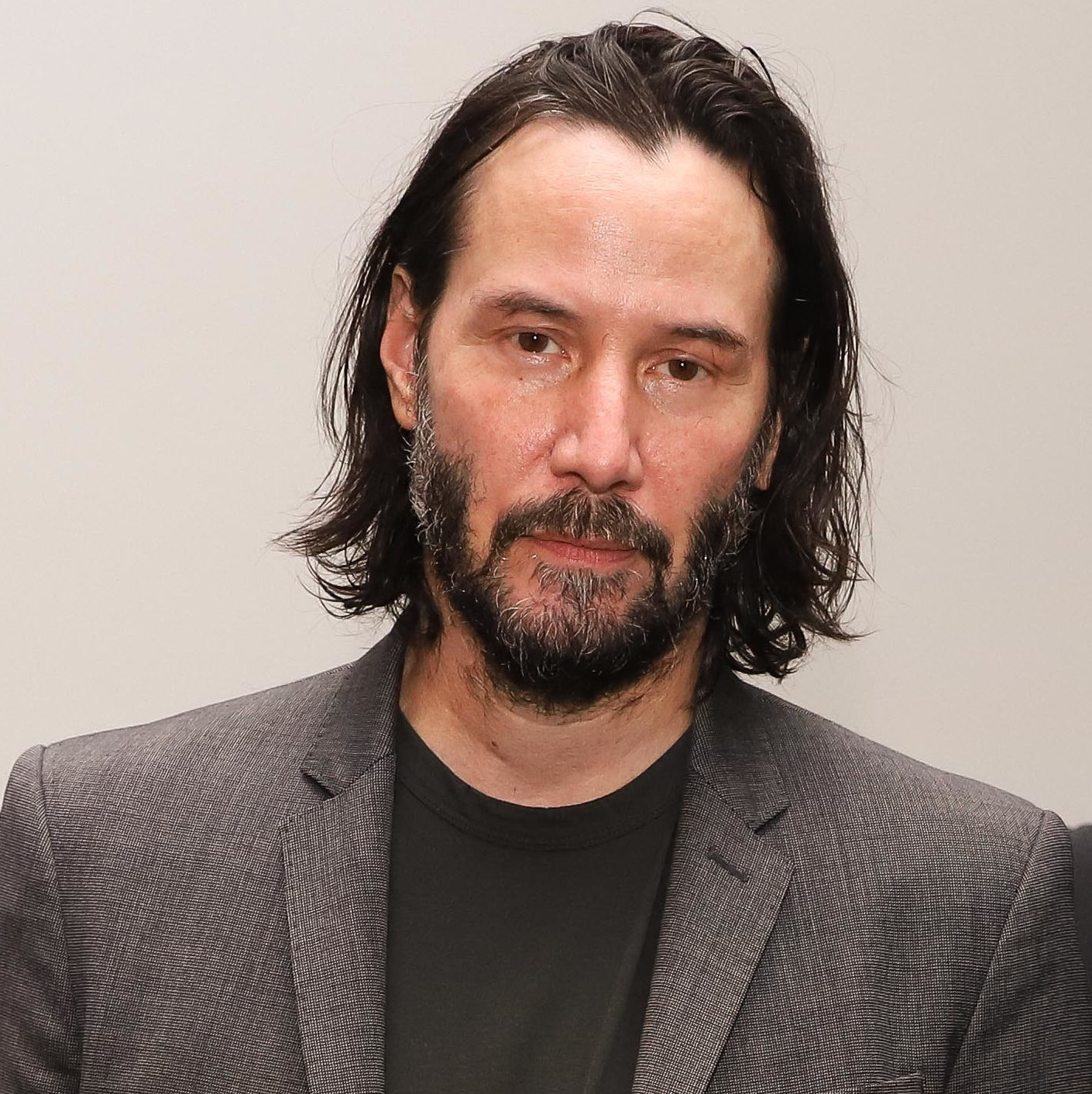
Keanu Reeves (2019)

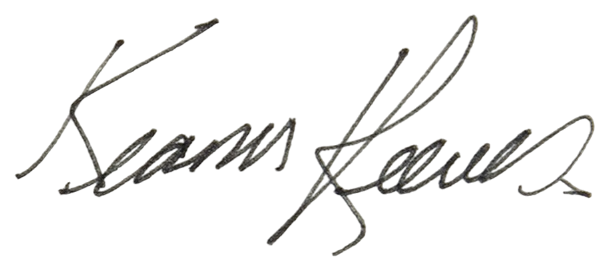

Keanu Charles Reeves [kiːˈɑːnu] (* 2. September 1964 in Beirut, Libanon) ist ein kanadischer Filmschauspieler, Bassist, Filmregisseur, Autor und Filmproduzent. Bekannt wurde er ab 1994 mit Filmen wie Speed und den Filmreihen Matrix und John Wick.

## Leben

### Kindheit und Jugend
Keanu Reeves wurde in Beirut geboren. Seine Eltern Patricia (geborene Taylor, Kostümdesignerin) und Samuel Nowlin Reeves Jr. (hawaiisch-chinesischer Herkunft) lernten sich in einem Beiruter Nachtclub kennen, in dem Patricia als Showgirl arbeitete. Keanu Reeves’ Großmutter väterlicherseits ist Chinesin. Er hat eine leibliche Schwester und eine Halbschwester mütterlicherseits und eine weitere Halbschwester väterlicherseits. Der Name Keanu stammt aus der hawaiischen Sprache.
Nach Aufenthalten unter anderem in Australien zog die Familie nach New York, wo der Vater die Familie verließ. Seine Mutter Patricia „Patric“ Reeves heiratete den Regisseur Paul Aaron; daraufhin zog die Familie nach Toronto, Kanada, wo sich Keanus Mutter nach einer nur sechsmonatigen Ehe wieder scheiden ließ. Ihr dritter Ehemann war der Promoter Robert Miller, der Vater von Keanus Halbschwester. Später heiratete sie den Friseur und Journalisten Jack Bond. 1994 endete auch diese Ehe mit einer Scheidung.
Im Alter von 15 Jahren besuchte Reeves die Theatre High School, Jesse Ketchum Public School, später die North Toronto Secondary und De La Salle College ‘Oaklands’ . Aufgrund seiner mangelhaften Disziplin musste er die High School viermal wechseln. In der Saison 1981/82 spielte Reeves Eishockey im Team des De La Salle Colleges. Er war Torwart und trug den Spitznamen „The Wall“.
In der High School for the Performing Arts nahm er Schauspielunterricht und wollte fortan Schauspieler werden. Im Alter von 17 Jahren brach er die Schule endgültig ab und arbeitete vorerst als Schlittschuhschleifer, Koch und Manager einer Pasta-Bude sowie Gärtner, bis er die ersten Fernseh- und Theaterrollen erhielt.

### Filmkarriere

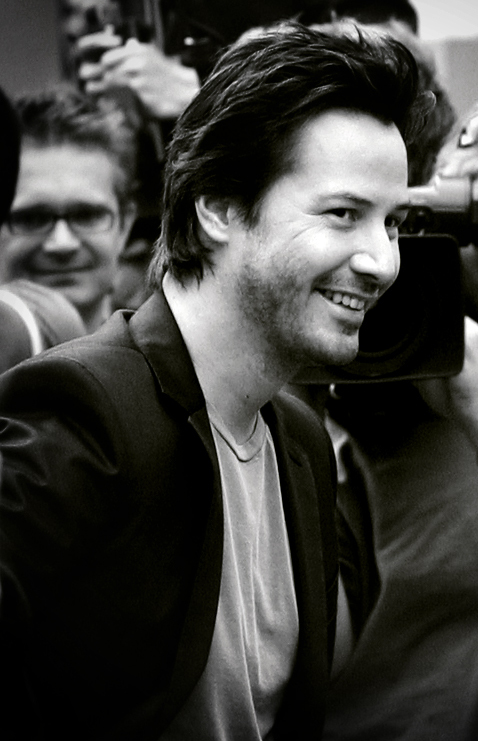
Keanu Reeves im September 2006 in London bei der Premiere zu Das Haus am See

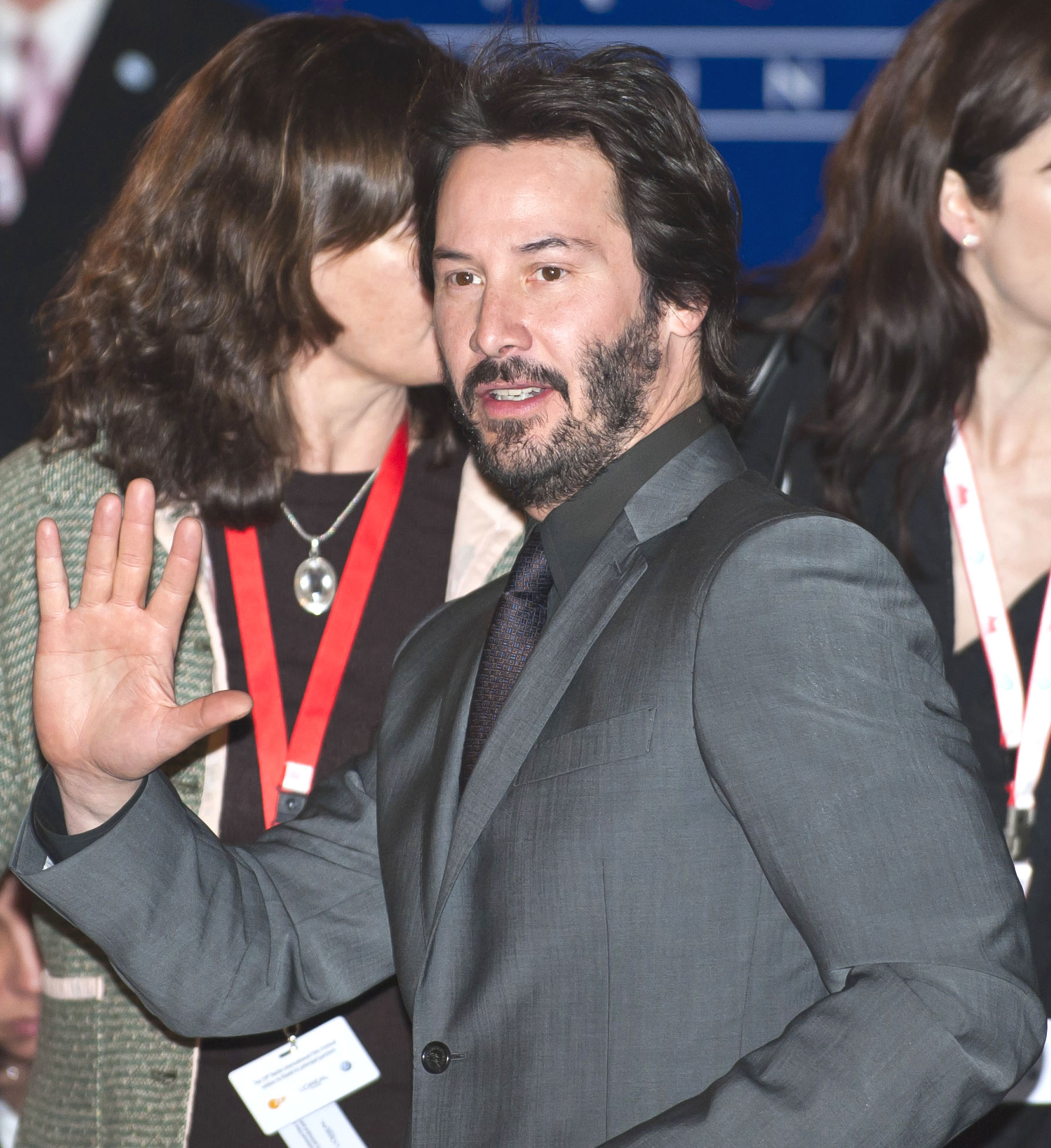
Reeves bei der Premiere von Pippa Lee auf der Berlinale 2009

In Toronto spielte Reeves am Stadttheater vorwiegend Stücke von Shakespeare und sammelte so Bühnenerfahrung. Seine ersten Fernseh- und Kinoauftritte hatte er ab 1979 in verschiedenen Low-Budget-Produktionen. Sein Filmdebüt gab er in der kanadischen Produktion Dream to Believe, bei welcher er auch die für Newcomer so begehrte Union Card der Screen Actors Guild (genannt SAG, eine Schauspieler-Gewerkschaft) erwarb, ohne die kaum jemand im Showgeschäft zu wirklich guten Rollen kam. 1986 verließ er Kanada mit 3000 US-Dollar, einem alten Volvo und der Adresse seines Stiefvaters Paul Aaron. Zunächst spielte er die Hauptrolle in Der Prinz von Pennsylvania als Sohn von Fred Ward. Mit der Rolle des trotteligen Teenagers Ted in Bill & Teds verrückte Reise durch die Zeit gelang ihm der Durchbruch in Hollywood. Weltbekannt wurde er aber erst 1994 als wagemutiger Polizist im Blockbuster Speed, der auch seiner Filmpartnerin Sandra Bullock den Durchbruch bescherte. Fortan erhielt er Gagen in Millionenhöhe, blieb aber vielen Kritikern ein Dorn im Auge, die seine Schauspielkunst als hölzern und ausdruckslos bezeichneten. Hollywood allerdings machte ihm ein Filmangebot nach dem anderen. Reeves konnte es sich 1997 leisten, das Angebot einer 11-Millionen-Dollar-Gage für Speed 2 auszuschlagen und stattdessen mit seiner Band Dogstar auf Tour zu gehen und die Titelrolle in Hamlet am Manitoba Theater Center, Winnipeg, zu spielen.
Die Rolle des Computerhackers Neo in der Matrix-Trilogie (vier Oscars) machte ihn 1999 zu einem der bestbezahlten Hollywoodstars. Der ursprünglich für diese Rolle favorisierte Will Smith hatte sich für den Film Wild Wild West entschieden. Die negative Kritik an Reeves wurde seitdem spärlicher. Mit Rollen wie der des brutalen Rednecks in The Gift oder des verliebten Arztes in Was das Herz begehrt erntete er viel Lob.
Bei den 62. Internationalen Filmfestspielen 2012 in Berlin stellte Reeves seinen in Kritikerkreisen viel beachteten Film Side by Side vor. Die Dokumentation beschäftigt sich mit der Frage, welche Veränderungen sich beim Filmemachen durch die digitale Technik ergeben. Im deutschsprachigen Raum existiert eine gekürzte Fassung dieser Dokumentation unter dem Titel Kino reloaded, die Ende 2012 beim Sender ServusTV ihre Fernsehpremiere hatte. 2013 gab Reeves mit dem Film Man of Tai Chi sein Regiedebüt. Der Film wurde in China gedreht; Reeves übernahm die Rolle des Antagonisten.
2014 erlebte er mit der Rolle des Auftragskillers John Wick in dem gleichnamigen Film erneut einen Durchbruch in seiner Karriere. 2015 spielte Reeves die Hauptrolle in dem Erotik-Horrorthriller Knock Knock, 2016 spielte er eine Rolle in dem Film The Neon Demon. 2017 spielte er erneut die Rolle des John Wick in der Fortsetzung John Wick: Kapitel 2, auch 2019 verkörperte er erneut John Wick im dritten Teil John Wick: Kapitel 3. In John Wick: Kapitel 4, der am 23. März 2023 in die deutschen Kinos kam, spielt er wieder die Hauptrolle als John Wick. Die Deutschlandpremiere, bei der Keanu Reeves persönlich anwesend war, fand am 8. März in Berlin statt. Im selben Jahr spielte er eine Rolle im Netflix-Film Always Be My Maybe, wofür er von der Presse und den Fans gefeiert wurde. In From the World of John Wick: Ballerina aus dem Jahr 2025 spielte er erneut die Rolle des John Wick.
Reeves spricht eine Rolle in dem Pixar-Animationsfilm A Toy Story: Alles hört auf kein Kommando. Im Juni 2019 trat er auf der E3 auf, um für das Spiel Cyberpunk 2077 zu werben, in dem er eine wichtige Rolle spielt. Für seinen Auftritt wurde Reeves abermals von seinen Fans und der Presse gefeiert. Das Jahr 2019 wird von vielen auch als „Das Jahr des Keanu Reeves“ bezeichnet.
Reeves wird in der deutschen Synchronisation seit 1993 von Benjamin Völz gesprochen.

## Privatleben
Reeves pflegte eine enge Freundschaft mit River Phoenix, der Ende Oktober 1993 an einer Überdosis Drogen starb. Dessen Tod war für ihn ein Schock. Er brauchte viele Jahre, um diesen zu verkraften.
Eine gemeinsame Tochter mit Jennifer Syme wurde im Dezember 1999, einen Monat vor dem errechneten Entbindungstermin, tot geboren. Zwei Monate später trennte sich das Paar, hielt aber weiter engen Kontakt. Im April 2001 starb Syme bei einem Autounfall.
Reeves ist bekannt für sein großzügiges philanthropisches Engagement, seine Bescheidenheit und Bodenständigkeit.
Er lebt seit 2003 in West Hollywood in den Hollywood Hills im Los Angeles County, Kalifornien, hat aber auch ein Apartment in New York. Reeves gehört keiner Religion an, wurde aber christlich erzogen und interessiert sich sehr für den Buddhismus. Seine Familie mütterlicherseits ist inzwischen auch im Filmgeschäft tätig. Seine Mutter Patricia Taylor arbeitet als Kostümdesignerin und Szenenbildnerin. Eine seiner Schwestern ist Schauspielerin, Drehbuchautorin und Produzentin; die andere arbeitet ebenfalls als Produzentin.
Im November 2019 machte Reeves seine Beziehung mit der Künstlerin Alexandra Grant öffentlich. Zu diesem Zeitpunkt sei das Paar bereits seit drei Jahren liiert gewesen, gemeinsame Auftritte gab es bereits zuvor im Rahmen mehrerer Kooperationen: 2012 und 2016 veröffentlichten die beiden jeweils ein Buch zusammen.

## Auszeichnungen

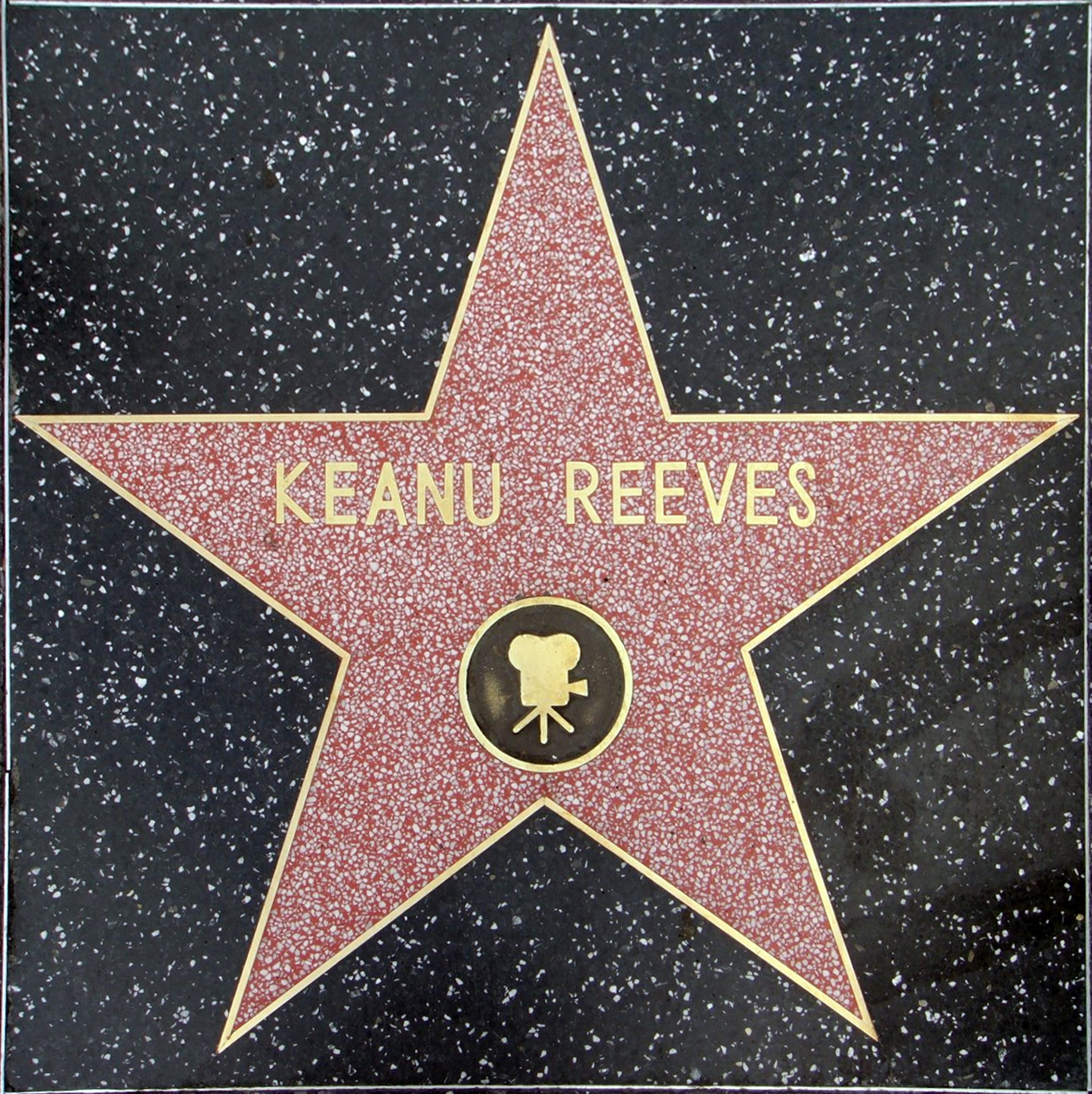
Stern Reeves’ auf dem Hollywood Walk of Fame

1992 erhielt er für die Rolle des FBI-Agenten Johnny Utah in Gefährliche Brandung (engl. Point Break) den Most Desirable Male-Award und damit den ersten der insgesamt vier MTV-Awards seiner bisherigen Karriere. Des Weiteren ging 1995 der MTV-Award für das beste Filmduo an ihn und Sandra Bullock. 1996 beehrte ihn MTV erneut, diesmal für den besten Filmkuss. Im Jahr 2000 erhielt er gleich zwei MTV-Awards für die beste männliche Hauptrolle und die beste Kampfszene in The Matrix. Der unter Schauspielern sehr begehrte Blockbuster Entertainment Award für den beliebtesten Darsteller in einem Science-Fiction-Film wurde ihm einhellig ebenfalls 2000 verliehen. 2003 erhielt er den Teen Choice Award für The Matrix: Reloaded, bei dem er über 200 Kampfkunst-Techniken erlernte und 2004 schließlich mit dem Taurus Stunt Award für seine Leistungen in den Matrix-Filmen ausgezeichnet wurde.
Am 31. Januar 2005 erhielt Reeves einen Stern mit der Nummer 2277 auf dem berühmten Gehweg des Hollywood Boulevard, dem Hollywood Walk of Fame. Zudem hängt ein Zementabdruck seiner Hände im Planet Hollywood-Restaurant in Los Angeles.
Am 27. November 2008 wurde Reeves in Offenburg mit dem Bambi in der Kategorie bester Schauspieler international ausgezeichnet.
Am 2. September 2021 wurde ein Asteroid nach ihm benannt: (321577) Keanureeves.
Anfang 2023 wurde mit Keanumycinen eine Gruppe chemischer Verbindungen, die aus Vertretern der Bakteriengattung Pseudomonas isoliert wurden, nach Reeves benannt.

## Engagement
Reeves unterstützt mehrere Wohltätigkeitsorganisationen und -projekte. Als Reaktion auf den Kampf seiner an Leukämie erkrankten Schwester gründete er eine private Krebsstiftung, die Kinderkrankenhäuser und die Krebsforschung unterstützt. Im Juni 2020 engagierte er sich freiwillig für Camp Rainbow Gold, eine Kinderkrebshilfe in Idaho. Reeves sagte: „Geld ist das Letzte, woran ich denke. Von dem, was ich bereits verdient habe, könnte ich die nächsten Jahrhunderte leben.“ Reeves handelte zudem einen kleineren Deal für die Special-Effects- und Make-up-Teams bei The Matrix aus und verzichtete bei seinem vertraglichen Recht auf einen Prozentsatz der Gewinne der Fortsetzungen im Austausch für ein umfangreicheres Budget für Spezialeffekte.
Nach den Dreharbeiten zu John Wick: Kapitel 4 signierten Reeves, Chad Stahelski und der brasilianische Jiu-Jitsu-Lehrer Dave Camarillo eine exklusive Trainingsuniform, die im März 2023 versteigert wurde, um Geld für das St. Jude Children’s Research Hospital zu sammeln.

## Musik
Mit 23 Jahren lernte Reeves Bassgitarre und wurde mit 27 Mitglied in der 1991 gegründeten Grunge-Band Dogstar, mit der er zwei Alben aufnahm. Die Band spielte unter anderem als Vorgruppe für Bon Jovi und wirkte in zwei Filmen mit. Eines ihrer bekanntesten Lieder ist „Halo“. Im Jahr 2003 wurde Dogstar vorläufig auf Eis gelegt, und Reeves stieg zusammen mit Dogstar-Drummer Rob Mailhouse bei dem Bandprojekt Becky ein. Im Februar 2005 verließ er Becky, da die Band einen Plattenvertrag anstrebte. Es stand zu erwarten, dass Reeves’ Schauspielkarriere sich nicht mit einem ausgedehnten Tour-Plan vereinbaren ließe.

## Bücher
Sein erstes Buch Ode to Happiness (dt. „Ode an die Freude“) erschien 2012 im Steidl Verlag (ISBN 978-3-86930-209-6). Alexandra Grant hat einige gemalte Bilder zur Illustration beigetragen. Das Buch beschreibt, wie man mit schwierigen Lebensabschnitten umgehen kann und alles nicht so ernst nehmen sollte. Mit den Bildern gibt es auch Anreize zur Meditation und zum Nachdenken.
2016 wurde das Buch Shadows, erneut ein Gemeinschaftsprojekt von Grant und Reeves, beim selben Verlag veröffentlicht (ISBN 978-3-86930-827-2).
Am 23. Juli 2024 erschien der Roman The Book of Elsewhere im Verlag Vermilion (ISBN 978-1-5291-5054-4), den er gemeinsam mit dem vielfach prämierten Autor China Miéville geschrieben hat und der in deutscher Übersetzung mit dem Titel Das Buch Anderswo im Gutkind-Verlag in Berlin erschien.

## ARCH Motorcycle Company
Reeves ist begeisterter Motorradfahrer. Auf der Suche nach dem idealen Bike traf er 2007 auf Gard Hollinger, einen in Fachkreisen bekannten Custombike-Designer. Aus der Zusammenarbeit entwickelten sich eine Freundschaft und die Arch Motorcycle Company. 2011 wurde von Reeves und Hollinger ein erster Prototyp vorgestellt.

## Filmografie (Auswahl)
- 1985: Frei für eine neue Liebe (Letting Go, Fernsehfilm)
- 1985: One Step Away
- 1986: Träume werden wahr (Flying – Dream to Believe)
- 1986: Bodycheck (Youngblood)
- 1986: Verraten und verkauft (Act of Vengeance, Fernsehfilm)
- 1986: Young Again (Fernsehfilm)
- 1986: Under the Influence (Fernsehfilm)
- 1986: Abenteuer im Spielzeugland (Babes in Toyland, Fernsehfilm)
- 1986: Young Streetfighters (Brotherhood of Justice)
- 1986: Das Messer am Ufer (River’s Edge)
- 1988: Der Prinz von Pennsylvania (Prince of Pennsylvania)
- 1988: Gefährliche Liebschaften (Dangerous Liaisons)
- 1988: Eine verrückte Reise durch die Nacht (The Night Before)
- 1988: The Last Song (Permanent Record)
- 1989: Bill & Teds verrückte Reise durch die Zeit (Bill & Ted’s Excellent Adventure)
- 1989: Eine Wahnsinnsfamilie (Parenthood)
- 1989: Tiefe Wasser (Life Under Water, Fernsehfilm)
- 1990: Julia und ihre Liebhaber (Tune in Tomorrow...)
- 1990: Ich liebe Dich zu Tode (I Love You to Death)
- 1991: My Private Idaho (My Own Private Idaho)
- 1991: Bill & Ted’s verrückte Reise in die Zukunft (Bill & Ted’s Bogus Journey)
- 1991: Gefährliche Brandung (Point Break)
- 1991: Providence
- 1992: Bram Stoker’s Dracula
- 1993: Little Buddha
- 1993: Freaks (Freaked)
- 1993: Viel Lärm um nichts (Much Ado About Nothing)
- 1993: Even Cowgirls Get the Blues
- 1994: Speed
- 1995: Dem Himmel so nah (A Walk in the Clouds)
- 1995: Vernetzt – Johnny Mnemonic (Johnny Mnemonic)
- 1996: Minnesota (Feeling Minnesota)
- 1996: Außer Kontrolle (Chain Reaction)
- 1997: Im Auftrag des Teufels (The Devil’s Advocate)
- 1997: Wie ich zum ersten Mal Selbstmord beging (The Last Time I Committed Suicide)
- 1999: Me and Will
- 1999: Matrix (The Matrix)
- 2000: Helden aus der zweiten Reihe (The Replacements)
- 2000: The Gift – Die dunkle Gabe (The Gift)
- 2000: The Watcher
- 2001: Hardball
- 2001: Sweet November
- 2003: Was das Herz begehrt (Something’s Gotta Give)
- 2003: Matrix Reloaded (The Matrix Reloaded)
- 2003: Matrix Revolutions (The Matrix Revolutions)
- 2005: Thumbsucker
- 2005: Constantine
- 2005: Ellie Parker
- 2006: A Scanner Darkly – Der dunkle Schirm (A Scanner Darkly)
- 2006: Das Haus am See (The Lake House)
- 2008: Street Kings
- 2008: Der Tag, an dem die Erde stillstand (The Day the Earth Stood Still)
- 2009: Pippa Lee (The Private Lives of Pippa Lee)
- 2010: Henry & Julie – Der Gangster und die Diva (Henry’s Crime)
- 2011: Threesome – Eine Nacht in New York (Generation Um)
- 2013: Man of Tai Chi (auch Regie)
- 2013: 47 Ronin
- 2014: John Wick
- 2015: Knock Knock
- 2016: Exposed: Blutige Offenbarung (Exposed)
- 2016: The Whole Truth – Lügenspiel (The Whole Truth)
- 2016: Swedish Dicks
- 2016: The Neon Demon
- 2016: The Bad Batch
- 2017: John Wick: Kapitel 2 (John Wick: Chapter 2)
- 2017: To the Bone
- 2018: Siberia – Tödliche Nähe (Siberia)
- 2018: Replicas
- 2018: Destination Wedding
- 2019: John Wick: Kapitel 3 (John Wick: Chapter 3 – Parabellum)
- 2019: Always Be My Maybe
- 2019: Zwischen zwei Farnen: Der Film (Between Two Ferns: The Movie)
- 2020: Bill & Ted retten das Universum (Bill & Ted Face the Music)
- 2020: SpongeBob Schwammkopf: Eine schwammtastische Rettung (The SpongeBob Movie: Sponge on the Run)
- 2021: Matrix Resurrections (The Matrix Resurrections)
- 2023: John Wick: Kapitel 4 (John Wick: Chapter 4)
- 2024: Sonic the Hedgehog 3 (Stimme)
- 2025: From the World of John Wick: Ballerina

Dokumentarfilme
- 2006: The Great Warming
- 2012: Side by Side (deutschsprachige gekürzte Fassung: „Kino Reloaded“)
- 2015: Deep Web – Der Untergang der Silk Road (Deep Web)

Webserien
- 2009: Easy to Assemble (Folge 2x02 The Team Building Event)

Musikvideos
- 1991: Paula Abdul: Rush Rush
- 2003: Anthrax: Safe Home

Videospiele
- 1991: Bill & Ted’s Excellent Video Game Adventure (Ted Logan)
- 1993: Bram Stoker’s Dracula (Jonathan Harker)
- 2005: The Matrix: Path of Neo (Neo)
- 2005: Constantine (John Constantine)
- 2013: Payday 2 (John Wick)
- 2019: Fortnite Battle Royale (John Wick)
- 2020: John Wick Hex (John Wick)
- 2020: Cyberpunk 2077 (Johnny Silverhand)

## Diskografie
- 1996: Dogstar: Quattro Formaggi EP – Debüt-Album (Volcano)
- 1997: Dogstar: Our Little Visionary (Volcano)
- 2000: Dogstar: Happy Ending (Ultimatum)
- 2003: Compilation: Keanu Reeves Collection (Pioneer)
- 2023: Dogstar: Somewhere Between the Power Lines and Palm Trees (Dillon Street Records)

## Dokumentarfilme
- Biographer DE: Die unerzählte Geschichte von Keanu Reeves | Biografie Teil 1 auf YouTube, 20. April 2022 (Laufzeit: 46:51).
- Biographer DE: Keanu Reeves: Die unerzählte Geschichte | Biografie Teil 2 auf YouTube, 3. Juni 2022 (Laufzeit: 43:23).
- Julien Dupuy, ARTE: Keanu Reeves, der Rätselhafte auf YouTube, 18. März 2023 (Laufzeit: 52:51).